# Nina de azúcar
Nina de azúcar (estilizado como Nina de Azúcar) es una telenovela de comedia romántica peruana, bajo la producción de Del Barrio Producciones para la cadena América Televisión, producida por Michelle Alexander. Fue escrita por la argentina Marcela Citterio. 
El elenco está conformado por Patricia Barreto y Juan Ignacio Di Marco en los roles protagónicos; con José Miguel Argüelles, Valentina Saba, Sebastián Monteghirfo, Fiorella Díaz, Iván Chávez, Nicolás Osorio, Daniela Camaiora, Sebastián Rubio, Matilde León, Nicolás Galindo y Melissa Paredes en los roles estelares; con Alessa Wichtel, Connie Chaparro y Juan Carlos Rey de Castro en los roles antagónicos; y Vanessa Saba, Raúl Zuazo y Patricia Frayssinet en los roles antagónicos reformados. Además de ello, cuenta con las participaciones de los primeros actores Haydeé Cáceres, Nicolás Fantinato y Grapa Paola; y la actuación infantil de Dominic Oré. Inicialmente, se anunció a Anahí de Cárdenas como antagonista principal, en la que finalmente se ha descartado su participación.
Los protagonistas Barreto y Di Marco vuelven a trabajar juntos, tras sus participaciones en la telenovela del canal Los Vílchez durante los años 2019 y 2020.[cita requerida]
Está producción marca el regreso a las telenovelas de Melissa Paredes, tras su participación en la efímera telenovela de la televisora Dos hermanas, emitido durante el periodo 2020-2021, y ser vetada de sus trabajos con Alexander, producto de su escándalo comprometedor con el bailarín y ahora esposo Anthony Aranda en octubre de 2021. A su vez, también marca el regreso televisivo de Raúl Zuazo, tras su trabajo en su programa propio El coro de la cárcel, emitido en el mismo canal en 2013.
Según en una entrevista para el portal La República, Citterio afirmó que optó historias de mujeres emprendedoras, dejando de lado a las historias tradicionales.
La telenovela se estrenó el 2 de diciembre de 2024, en reemplazo de la otra producción del mismo canal Tu nombre y el mío. El proyecto fue anunciado en noviembre de ese año para suceder a la antecesora.

## Sinopsis
Entre dulces ilusiones y secretos que amargan el alma, Nina de azúcar nos presenta la inesperada conexión entre dos mundos opuestos: Nina, una joven pastelera que lucha por mantener viva la herencia familiar, y «el Jaguar», un carismático futbolista que lidia con la presión constante de la fama. Lo que comienza como un acuerdo por conveniencia se transforma rápidamente en una enredada historia de amor, cargada de giros que pondrán a prueba sus corazones.

## Argumento
Cuenta la historia de Nina Garay (Patricia Barreto), una joven de 25 años que se desempeña como trabajadora de la pastelería familiar Nina de azúcar. Un día, Nina ve un partido de fútbol donde juega el futbolista Ramiro «el Jaguar» Morán (Juan Ignacio Di Marco), quien juega como delantero, fallando el penal.
Nina y Ramiro finalmente se reúnen cuando ella es contratada para llevar el catering, mientras que él es el invitado especial de la fiesta. Sin embargo, se ven envueltos en un malentendido de la prensa que rumorea que ambos tienen una relación sentimental, creándose así enredos y mentiras por parte de ellos hasta descubrirse finalmente sus verdaderos sentimientos.

## Reparto

### Principales
- Patricia Barreto como Georgina «Nina» Garay Corradi / de la Torre Corradi: Protagonista. Una joven que trabaja en su pastelería familiar Nina de azúcar, quien contrae nupcias de mentiras con Ramiro, quien posteriormente se convierte en su esposo de verdad y padre de su hija Tati y su hijo adoptivo Simón.[6]
  - Macarena Argote como Georgina «Nina» Garay Corradi (niña).
- Juan Ignacio Di Marco como Ramiro «el Jaguar» Morán del Trigo: Protagonista. Es un futbolista que juega como delantero del equipo de fútbol «Valientes». Es un hombre mujeriego e infiel que con el pasar del tiempo se enamora locamente de Nina, con quien llega a tener a su hija Tati y a su hijo adoptivo Simón.[6]
  - Di Marco también aparece como Rodrigo Morán del Trigo / Pedro «el Lobo» Jiménez: Hermano gemelo de Ramiro. Se desempeña como campesino. Tras haber sido separado de sus padres al nacer, fue criado por Victoria, la mejor amiga de Margarita.
- Vanessa Saba como Alessandra de la Torre: Antagonista reformada. Expareja de Leandro, exesposa de Ignacio, examante de Ramiro, madre de Valentina y pareja de César. Se desempeña como periodista y es la conductora del programa periodístico Alessandra de la T: La dueña de la verdad. Es una mujer egocéntrica y exigente en su trabajo, que adora ser el centro de atención. En un inicio se la presenta como la enemiga de Nina a la cual le tenía cólera y celos por su relación con Ramiro. Finalmente, cambia de actitud y se convierte en la defensora de Nina llegando incluso a ayudarla para sacar a la luz la verdad sobre los malignos planes de Renata y Patricia en su programa periodístico.[6]
- Fiorella Díaz como Mirta Corradi de Garay: Esposa de Ángel, madre de Nina y Bruno e hija de Emma.[6]
- Valentina Saba como Valentina Montes de la Torre: Hija de Alessandra y Leandro y esposa de Luis. Se desempeña como abogada e inicialmente es jefa de Bruno, con quien termina formando una relación temporal. Debido a su amor por Luis, se muda con él a Brasil.[6]
- Nicolás Galindo como Guillermo III «Guille» del Pueblo: Exnovio de Nina y esposo de Eva. Trabaja como panadero en la pastelería Nina de azúcar. Inicialmente rivaliza con el Jaguar por el amor de Nina.[6]
- Iván Chávez como Angélico «Ángel» Garay: Esposo de Mirta, padre biológico de Bruno y padre adoptivo de Nina. Chófer y mano derecha de Leandro. Se revela que también es el hermano biológico de Ignacio.
- Sebastián Monteghirfo como Ignacio de la Torre: Exesposo de Alessandra, padre biológico de Nina y pareja de Dayana. Tras postular a la alcaldía de su distrito rivaliza temporalmente con Leandro.[6]
- Raúl Zuazo como Leandro Montes: Antagonista reformado. Exesposo de Alessandra, padre de Valentina, prometido de Sheyla y padre adoptivo de Lucía. Se oponía a la relación de Valentina con Bruno. Fue el rival político de Ignacio en las elecciones municipales.[6]
- José Miguel Argüelles como Bruno Garay Corradi: Medio hermano de Nina, exnovio de Sheyla, Valentina y Renata, y pareja actual de Mía. Se dedica a practicar boxeo y fue empleado de Valentina, actuando como su seguridad personal.[6]
- Sebastián Rubio como César Marsano: Mánager del equipo de fútbol «Valientes». Inicialmente es el enamorado de Dayana pero su relación termina mal. Tras lo sucedido, se convierte en la pareja sentimental de Alessandra.
- Grapa Paola como Margarita del Trigo Vda. de Morán: Madre de los gemelos Ramiro y Rodrigo y esposa viuda de Fabián.[6]
- Nicolás Fantinato como Fabián Morán: Padre de los gemelos Ramiro y Rodrigo y esposo de Margarita. En su juventud se desempeñó como futbolista. Muere asesinado producto de un atentado orquestado por Hernán Cornejo.[6]
- Daniela Camaiora como Dayana Delfín: Mejor amiga de Nina. Trabaja como peluquera; siendo amable y divertida. A su vez, conduce un podcast junto a Emma. Inicialmente se ve dividida entre la espada y la pared al estar enamorada al mismo tiempo de Luis y César pero todo termina mal por lo que pierde la fe en el amor hasta que se convierte en la pareja de Ignacio de quien termina quedando embarazada.[6]
- Melissa Paredes como Sheyla Quispe / Glow, «la Sirena Tropical»: Bailarina y cantante de cumbia peruana. Es la prometida de Leandro,  amiga de los Morán Garay y madre adoptiva de Lucía. Inicialmente se la presenta como una chica celosa, pleitista y arrogante, cambiando su vida más tarde gracias a Leandro. A su vez también en un inicio rivaliza con Valentina por el amor de Bruno, sin embargo él la rechaza por su amor hacia Valentina.[7]
- Nicolás Osorio como Luis «la Abeja» Espinoza: Mejor amigo de Ramiro. Es un chico consejero y divertido. Inicialmente, se enamora de Dayana por lo que se ve envuelto en una disputa con César terminando todo mal. Tras el rechazo de la peluquera, se compromete con Valentina, con quien finalmente se va a Brasil tras recibir una oferta para jugar en un conocido equipo de fútbol.[6]
- Matilde León como Eva Moreno López: Amiga de Nina y esposa de Guille. Trabaja para Alessandra como reportera y asistenta personal.
- Dominic Oré como Simón Rufino / Morán Garay «Simoncito»: Niño huérfano. Fue adoptado brevemente por Gael para su venganza contra Nina y Ramiro. Finalmente se convierte en el hijo adoptivo de Nina y Ramiro y en el hermano adoptivo de Tati.
  - Brando Gallesi como Simón Rufino / Morán Garay (joven).
- Haydeé Cáceres como Emma / Esmeralda: Abuela de Nina y madre de Mirta. Es una de las mayores influencers dentro de la serie, quien se desempeña como la matriarca de la familia.[6]

### Recurrentes e invitados especiales
- Marcela Urizar como Clienta: Comensal de la pastelería Nina de azúcar.
- Andrea Fernández como Tomasa: Directora del orfanato en donde se encontraban Simón y Lucía.
- Óscar Yépez como Fernando Chávez: Antagonista secundario. Prestamista. Amenaza a Nina para que le pague lo que le debe por el local y pretende desalojarla.
- Pilar Astete como Clara «Clarita»: Diseñadora de moda encargada del vestido de novia de Nina.
- Antonio Aguinaga como Salvador: Mejor amigo de Fabián y exinterés amoroso de Emma.
- Rosa Amesquita como Sara «Sarita»: Empleada de Leandro.
- Patricia Frayssinet como Paloma de la Torre: Antagonista reformada. Exsuegra de Alessandra, abuela putativa de Nina y madre adoptiva de Ignacio. Colaboró con Gael para sus planes malignos. Muere asesinada bajo las órdenes de Hernán Cornejo.
- Sebastián Lizarzaburu como Entrenador personal: Entrena a Nina y Ramiro.
- Luciana Silva como Lucía Montes Quispe: Mejor amiga de Simón e hija adoptiva de Leandro y Sheyla.
- Connie Chaparro como Patricia Alvarado Vela: Antagonista secundaria. Presentadora del programa televisivo de prensa rosa Chismes de estrellas.
- Blanquito como Apolo: Perro mascota de Valentina y Bruno que pasa a formar parte de la familia Garay.
- Trilce Cavero como Vidente: Mujer mística que ayuda a Alessandra.
- Walter Huallpa como Sacerdote: Párroco que lleva a cabo las bodas de Nina y Ramiro y Guille y Eva.
- Claudia Serpa como Brenda: Antagonista secundaria. Una de las tres mujeres que interrumpe la boda de Nina y Ramiro.
- Ekaterina Konysheva como Pilar: Antagonista secundaria. Expareja de Ramiro, originaria de Argentina.
  - Macarena Goglino como Pilar (impostora).
- Carolina Cano como Luciana: Antagonista secundaria. Repostera y rival de Nina, con quien se enfrentó en un concurso de pasteles cuando ambas eran niñas, de la que ella salió ganadora haciendo trampa. Años más tarde, se reencuentra con Nina ya adulta, siendo retada para una revancha en la que sale perdiendo.
  - Kailani Pinedo como Luciana (niña).
- Matías Spitzer como Joaquín: Antagonista secundario. Exnovio de Valentina y rival de Bruno, quien tiene la aceptación de Leandro y Alessandra. Fue rechazado por Valentina porque ella se encontraba perdidamente enamorada de Bruno.
- Luis José Ocampo como Facundo Frío: Antagonista secundario. Exmano derecha de Ignacio. En medio de su intento de llegar a la alcaldía, organiza un plan para sacar a Ignacio de enmedio publicando un artículo periodístico difamatorio en su contra.
- Esteban Huaynate como Señor Ministro: Político que visita a la pasteleria Nina de azúcar.
- Briana Botto como Tamara: Antagonista secundaria. Abogada. Hermana de Joaquín y rival de Valentina, quien le propone a Bruno trabajar con ella como su guardaespaldas para vengarse de su enemiga. Sin embargo, se descubre que es una corrupta y estafadora en su profesión.
- Adel Tarazona como Aylin: Mujer sordomuda que ayuda a Nina quien le habla en lenguaje de señas.
- Juan Carlos Rey de Castro como Gael Estrada: Antagonista secundario. Mentor de repostería de Nina, de quien él está enamorado obsesionadamente. Se une con Paloma para su plan de conquistar a Nina poniéndole una gota de jarabe para dormir en su taza. Incluso manda a secuestrar a Ramiro para separarlo de Nina. Muere asesinado a manos de la policía mientras tenía secuestrado a Simón.
- Elisa Tenaud como Amelie: Antagonista secundaria. Amante de Ramiro, a quien conoce durante su viaje a París. Se acuesta con Ramiro por órdenes de Gael para separarlo de Nina.
- Lucía Oxenford como Sabrina: Antagonista secundaria. Cómplice de Gael y Paloma. Se toma una foto con Ramiro por órdenes de Gael para enviarlo en mensaje, haciéndole creer a Nina que Ramiro la estaba engañando con ella.
- Claudio Calmet como Doctor: Médico que se encarga de Nina tras su envenenamiento por parte de Gael.
- Verónica Vigo como Clienta: Una de las comensales de la pastelería Nina de azúcar.
- Marisol Aguirre como Octavia Olivares: Antagonista secundaria. Alcaldesa del distrito, quien hace una alianza con Gael para que él se quedé con Simón como su hijo adoptivo. También le propone a Alessandra unirse a su plancha municipal para su reelección en el cargo.
- Stefano Meier como Jordán: Antagonista secundario. Compañero de equipo de Ramiro a quien envidia.
- Willy Gutiérrez como Guillermo I del Pueblo: Es el abuelo de Guille y el esposo de Emma.
- Alessa Wichtel como Renata Salaberrry: Antagonista secundaria. Nieta de Paloma y prima de Nina, quien trabaja como fotógrafa. Está obsesionada con Ramiro. Organiza un plan para quitarle la herencia de su abuela a Nina para su beneficio, ya que es la pastelera quien será la nueva propietaria de los bienes de Paloma. Se une con Patricia para que diga mentiras sobre Nina y Ramiro, y así cumplir con su plan de venganza. Su odio y rencor se origina debido al rechazo constante de Paloma quien la consideraba un estorbo para ella. También se convierte temporalmente en pareja de Bruno, a quien utiliza para vengarse de Nina.
- Paola Miñán como Ejecutiva: Miembro del directorio de las empresas de hoteles de Paloma.
- Renato Rueda como Juan Carlos: Vidente. Amigo de Ángel y pretendiente de Dayana.
- Fernando Luque como Hernán Cornejo: Antagonista secundario. Jefe del directorio de la empresa DL Towers. Pretende advertirle a Nina sobre las verdaderas intenciones de Renata, argumentándole que ella no sólo quiere la fortuna de Paloma sino que también quedarse con Ramiro, ya que Renata está obsesionada con él. Sin embargo se da a conocer que es un psicópata ambicioso y que fue el causante de las muertes de Fabián y Paloma.
- Korina Rivadeneira como Mía: Mujer humilde que trabaja como bartender. Es presentada como la madre del supuesto hijo biológico de Ramiro. Pero realmente es utilizada por Renata para su plan de acabar con el matrimonio Morán Garay. Sin embargo, llena de remordimiento se une a Nina y Ramiro confesándoles toda la verdad y posteriormente se convierte en la nueva pareja de Bruno.
- Mario Hart Rivadeneira como Luca / Armando «Armandito» Morán: Hijo de Mía. Fue presentado como el presunto hijo biológico no reconocido de Ramiro. Sin embargo, todo termina siendo un plan de Renata.
- Gabriela Billotti como Victoria Jiménez: Madre adoptiva de Rodrigo, a quien secuestró cuando era un bebé como venganza contra Margarita por haberse quedado con Fabián. Fallece víctima de leucemia.
- Fernando Niño como Pablo: Campesino argentino. Fue compañero de Rodrigo.
- Ceci Minazzoli como Doctora: Médica argentina que trata a Victoria.
- Filippo Storino como Pablo: Amigo de Ramiro, originario de Italia, quién trabaja como doctor.
- Úrsula Kellenberger como Jueza: la jueza que lleva a cabo el procedimiento de adopción de Simón.
- Bianca Luana como Tatiana «Tati» Morán Garay, «la Jaguarcita»: Hija biológica de Ramiro y Nina y hermana adoptiva de Simón. De niña, se desempeña como futbolista, talento heredado de su padre siendo la delantera del equipo «Estrellas Valientes».
- Camila Llaque como Compañera de equipo de Tati.

## Recepción
En el día de su estreno, la telenovela obtuvo el primer lugar de sintonía en su horario, logrando los 24 puntos y promedio de 20,9 de rating, según la encuesta de Kantar Ibope Media. Logró competir contra el remake Pobre novio de Latina Televisión, que se estrenó el mismo día que Nina de azúcar.
Mediante el éxito de la ficción, a finales de 2024 se lanzó el libro de guía recetaria Nina de azúcar ¡Dulcifícate! con la colaboración de la Editorial Planeta.